# Wereldkampioenschap curling mannen
Het wereldkampioenschap curling voor mannen is een jaarlijks curlingtoernooi, dat in 1959 voor het eerst werd georganiseerd.

## Geschiedenis
De eerste drie edities van het wereldkampioenschap bestonden uit een wedstrijd tussen Schotland en Canada en werden de Scotch Cup genoemd. Van 1961 tot en met 1967 varieerde het aantal deelnemers van drie tot acht teams. Sedert 1979 is er ook het kampioenschap voor vrouwen. Tot 1988 werden deze apart van de mannen gehouden. Tussen 1989 en 2004 werden de toernooien gelijktijdig gehouden, maar vanaf 2005 zijn ze weer gescheiden. Hierbij wordt altijd een van de twee toernooien in Canada gehouden.
Van 1989 tot en met 1994 kregen de beide verliezende halvefinalisten brons. Na die tijd is er weer een wedstrijd om de derde plaats.

## Erelijst
| Jaar | Plaats                                        |  | Goud             | Zilver           | Brons                        |
| ---- | --------------------------------------------- |  | ---------------- | ---------------- | ---------------------------- |
| 1959 | Edinburgh, Falkirk en Perth, Schotland        |  | Canada           | Schotland        |                              |
| 1960 | Ayr, Edinburgh en Glasgow, Schotland          |  | Canada           | Schotland        |                              |
| 1961 | Ayr, Edinburgh, Kirkcaldy en Perth, Schotland |  | Canada           | Schotland        | Verenigde Staten             |
| 1962 | Edinburgh en Falkirk, Schotland               |  | Canada           | Verenigde Staten | Schotland                    |
| 1963 | Perth, Schotland                              |  | Canada           | Schotland        | Verenigde Staten             |
| 1964 | Calgary, Canada                               |  | Canada           | Schotland        | Verenigde Staten             |
| 1965 | Perth, Schotland                              |  | Verenigde Staten | Canada           | Zweden                       |
| 1966 | Vancouver, Canada                             |  | Canada           | Schotland        | Verenigde Staten             |
| 1967 | Perth, Schotland                              |  | Schotland        | Zweden           | Verenigde Staten             |
| 1968 | Montreal, Canada                              |  | Canada           | Schotland        | Verenigde Staten             |
| 1969 | Perth, Schotland                              |  | Canada           | Verenigde Staten | Schotland                    |
| 1970 | Utica, Verenigde Staten                       |  | Canada           | Schotland        | Zweden                       |
| 1971 | Megève, Frankrijk                             |  | Canada           | Schotland        | Verenigde Staten             |
| 1972 | Garmisch-Partenkirchen, West-Duitsland        |  | Canada           | Verenigde Staten | West-Duitsland               |
| 1973 | Regina, Canada                                |  | Zweden           | Canada           | Frankrijk                    |
| 1974 | Bern, Zwitserland                             |  | Verenigde Staten | Zweden           | Zwitserland                  |
| 1975 | Perth, Schotland                              |  | Zwitserland      | Verenigde Staten | Canada                       |
| 1976 | Duluth, Verenigde Staten                      |  | Verenigde Staten | Schotland        | Zwitserland                  |
| 1977 | Karlstad, Zweden                              |  | Zweden           | Canada           | Schotland                    |
| 1978 | Winnipeg, Canada                              |  | Verenigde Staten | Noorwegen        | Canada                       |
| 1979 | Bern, Zwitserland                             |  | Noorwegen        | Zwitserland      | Canada                       |
| 1980 | Moncton, Canada                               |  | Canada           | Noorwegen        | Zwitserland                  |
| 1981 | London, Canada                                |  | Zwitserland      | Verenigde Staten | Canada                       |
| 1982 | Garmisch-Partenkirchen, West-Duitsland        |  | Canada           | Zwitserland      | West-Duitsland               |
| 1983 | Regina, Canada                                |  | Canada           | West-Duitsland   | Noorwegen                    |
| 1984 | Duluth, Verenigde Staten                      |  | Noorwegen        | Zwitserland      | Zweden                       |
| 1985 | Glasgow, Schotland                            |  | Canada           | Zweden           | Denemarken                   |
| 1986 | Toronto, Canada                               |  | Canada           | Schotland        | Verenigde Staten             |
| 1987 | Vancouver, Canada                             |  | Canada           | West-Duitsland   | Noorwegen                    |
| 1988 | Lausanne, Zwitserland                         |  | Noorwegen        | Canada           | Schotland                    |
| 1989 | Milwaukee, Verenigde Staten                   |  | Canada           | Zwitserland      | Noorwegen Zweden             |
| 1990 | Västerås, Zweden                              |  | Canada           | Schotland        | Denemarken Zweden            |
| 1991 | Winnipeg, Canada                              |  | Schotland        | Canada           | Noorwegen Verenigde Staten   |
| 1992 | Garmisch-Partenkirchen, Duitsland             |  | Zwitserland      | Schotland        | Canada Verenigde Staten      |
| 1993 | Geneve, Zwitserland                           |  | Canada           | Schotland        | Verenigde Staten Zwitserland |
| 1994 | Oberstdorf, Duitsland                         |  | Canada           | Zweden           | Duitsland Zwitserland        |
| 1995 | Brandon, Canada                               |  | Canada           | Schotland        | Duitsland                    |
| 1996 | Hamilton, Canada                              |  | Canada           | Schotland        | Zwitserland                  |
| 1997 | Bern, Zwitserland                             |  | Zweden           | Duitsland        | Schotland                    |
| 1998 | Kamloops, Zwitserland                         |  | Canada           | Zweden           | Finland                      |
| 1999 | Saint John, Canada                            |  | Schotland        | Canada           | Zwitserland                  |
| 2000 | Glasgow, Schotland                            |  | Canada           | Zweden           | Finland                      |
| 2001 | Lausanne, Zwitserland                         |  | Zweden           | Zwitserland      | Noorwegen                    |
| 2002 | Bismarck, Verenigde Staten                    |  | Canada           | Noorwegen        | Schotland                    |
| 2003 | Winnipeg, Canada                              |  | Canada           | Zwitserland      | Noorwegen                    |
| 2004 | Gävle, Zweden                                 |  | Zweden           | Duitsland        | Canada                       |
| 2005 | Victoria, Canada                              |  | Canada           | Schotland        | Duitsland                    |
| 2006 | Lowell, Verenigde Staten                      |  | Schotland        | Canada           | Noorwegen                    |
| 2007 | Edmonton, Canada                              |  | Canada           | Duitsland        | Verenigde Staten             |
| 2008 | Grand Forks, Verenigde Staten                 |  | Canada           | Schotland        | Noorwegen                    |
| 2009 | Moncton, Canada                               |  | Schotland        | Canada           | Noorwegen                    |
| 2010 | Cortina d'Ampezzo, Italië                     |  | Canada           | Noorwegen        | Schotland                    |
| 2011 | Regina, Canada                                |  | Canada           | Schotland        | Zweden                       |
| 2012 | Bazel, Zwitserland                            |  | Canada           | Schotland        | Zweden                       |
| 2013 | Victoria, Canada                              |  | Zweden           | Canada           | Schotland                    |
| 2014 | Peking, China                                 |  | Noorwegen        | Zweden           | Zwitserland                  |
| 2015 | Halifax, Canada                               |  | Zweden           | Noorwegen        | Canada                       |
| 2016 | Bazel, Zwitserland                            |  | Canada           | Denemarken       | Verenigde Staten             |
| 2017 | Edmonton, Canada                              |  | Canada           | Zweden           | Zwitserland                  |
| 2018 | Las Vegas, Verenigde Staten                   |  | Zweden           | Canada           | Schotland                    |
| 2019 | Lethbridge, Canada                            |  | Zweden           | Canada           | Zwitserland                  |
| 2021 | Calgary, Canada                               |  | Zweden           | Schotland        | Zwitserland                  |
| 2022 | Las Vegas, Verenigde Staten                   |  | Zweden           | Canada           | Italië                       |
| 2023 | Ottawa, Canada                                |  | Schotland        | Canada           | Zwitserland                  |
| 2024 | Schaffhausen, Zwitserland                     |  | Zweden           | Canada           | Italië                       |
| 2025 | Moose Jaw, Canada                             |  | Schotland        | Zwitserland      | Canada                       |
| 2026 | Ogden, Verenigde Staten                       |  |                  |                  |                              |

## Medaillespiegel
| Plaats | Land             | Goud | Zilver | Brons | Totaal |
| 1      | Canada           | 36   | 14     | 8     | 58     |
| 2      | Zweden           | 12   | 8      | 7     | 27     |
| 3      | Schotland        | 7    | 21     | 9     | 37     |
| 4      | Verenigde Staten | 4    | 5      | 13    | 22     |
| 5      | Noorwegen        | 4    | 5      | 9     | 18     |
| 6      | Zwitserland      | 3    | 7      | 12    | 22     |
| 7      | Duitsland        | 0    | 5      | 5     | 10     |
| 8      | Denemarken       | 0    | 1      | 2     | 3      |
| 9      | Finland          | 0    | 0      | 2     | 2      |
| 9      | Italië           | 0    | 0      | 2     | 2      |
| 11     | Frankrijk        | 0    | 0      | 1     | 1      |
| Totaal | Totaal           | 65   | 65     | 69    | 199    |

## Deelnemende landen

### 1959-1991
| Land             | 59 | 60 | 61 | 62 | 63 | 64 | 65 | 66 | 67 | 68 | 69 | 70 | 71 | 72 | 73 | 74 | 75 | 76 | 77 | 78 | 79 | 80 | 81 | 82 | 83 | 84 | 85 | 86 | 87 | 88 | 89 | 90 | 91 |
| ---------------- | -- | -- | -- | -- | -- | -- | -- | -- | -- | -- | -- | -- | -- | -- | -- | -- | -- | -- | -- | -- | -- | -- | -- | -- | -- | -- | -- | -- | -- | -- | -- | -- | -- |
| Canada           | X  | X  | X  | X  | X  | X  | X  | X  | X  | X  | X  | X  | X  | X  | X  | X  | X  | X  | X  | X  | X  | X  | X  | X  | X  | X  | X  | X  | X  | X  | X  | X  | X  |
| Denemarken       |    |    |    |    |    |    |    |    |    |    |    |    |    |    | X  | X  | X  | X  | X  | X  | X  | X  | X  | X  | X  | X  | X  | X  | X  | X  | X  | X  | X  |
| Duitsland        |    |    |    |    |    |    |    |    | X  | X  | X  | X  | X  | X  | X  | X  | X  | X  | X  | X  | X  | X  | X  | X  | X  | X  | X  | X  | X  | X  | X  | X  | X  |
| Engeland         |    |    |    |    |    |    |    |    |    |    |    |    |    |    |    |    |    |    |    |    |    |    |    |    |    |    | X  |    | X  |    |    |    |    |
| Finland          |    |    |    |    |    |    |    |    |    |    |    |    |    |    |    |    |    |    |    |    |    |    |    |    |    |    |    |    |    | X  |    | X  | X  |
| Frankrijk        |    |    |    |    |    |    |    | X  | X  | X  | X  | X  | X  | X  | X  | X  | X  | X  | X  | X  | X  | X  | X  | X  |    |    |    | X  | X  | X  | X  |    | X  |
| Italië           |    |    |    |    |    |    |    |    |    |    |    |    |    |    | X  | X  | X  | X  | X  | X  | X  | X  | X  | X  | X  | X  | X  | X  |    |    | X  | X  |    |
| Noorwegen        |    |    |    |    |    | X  | X  | X  | X  | X  | X  | X  | X  | X  | X  | X  | X  | X  | X  | X  | X  | X  | X  | X  | X  | X  | X  | X  | X  | X  | X  | X  | X  |
| Oostenrijk       |    |    |    |    |    |    |    |    |    |    |    |    |    |    |    |    |    |    |    |    |    |    |    |    | X  | X  |    |    |    |    |    |    |    |
| Schotland        | X  | X  | X  | X  | X  | X  | X  | X  | X  | X  | X  | X  | X  | X  | X  | X  | X  | X  | X  | X  | X  | X  | X  | X  | X  | X  | X  | X  | X  | X  | X  | X  | X  |
| Verenigde Staten |    |    | X  | X  | X  | X  | X  | X  | X  | X  | X  | X  | X  | X  | X  | X  | X  | X  | X  | X  | X  | X  | X  | X  | X  | X  | X  | X  | X  | X  | X  | X  | X  |
| Zweden           |    |    |    | X  | X  | X  | X  | X  | X  | X  | X  | X  | X  | X  | X  | X  | X  | X  | X  | X  | X  | X  | X  | X  | X  | X  | X  | X  | X  | X  | X  | X  | X  |
| Zwitserland      |    |    |    |    |    | X  | X  | X  | X  | X  | X  | X  | X  | X  | X  | X  | X  | X  | X  | X  | X  | X  | X  | X  | X  | X  | X  | X  | X  | X  | X  | X  | X  |

### 1992-2025
| Land             | 92 | 93 | 94 | 95 | 96 | 97 | 98 | 99 | 00 | 01 | 02 | 03 | 04 | 05 | 06 | 07 | 08 | 09 | 10 | 11 | 12 | 13 | 14 | 15 | 16 | 17 | 18 | 19 | 21 | 22 | 23 | 24 | 25 | WK's |
| ---------------- | -- | -- | -- | -- | -- | -- | -- | -- | -- | -- | -- | -- | -- | -- | -- | -- | -- | -- | -- | -- | -- | -- | -- | -- | -- | -- | -- | -- | -- | -- | -- | -- | -- | ---- |
| Australië        | X  | X  | X  | X  | X  | X  | X  |    |    |    |    |    |    | X  | X  | X  | X  |    |    |    |    |    |    |    |    |    |    |    |    |    |    |    |    | 11   |
| Canada           | X  | X  | X  | X  | X  | X  | X  | X  | X  | X  | X  | X  | X  | X  | X  | X  | X  | X  | X  | X  | X  | X  | X  | X  | X  | X  | X  | X  | X  | X  | X  | X  | X  | 66   |
| China            |    |    |    |    |    |    |    |    |    |    |    |    |    |    |    |    | X  | X  | X  | X  | X  | X  | X  | X  |    | X  | X  | X  | X  |    |    |    | X  | 13   |
| Denemarken       |    | X  | X  |    |    | X  | X  | X  | X  | X  | X  | X  | X  | X  | X  | X  | X  | X  | X  | X  | X  | X  | X  |    | X  |    |    |    | X  | X  |    |    |    | 42   |
| Duitsland        | X  | X  | X  | X  | X  | X  | X  | X  |    | X  |    | X  | X  | X  | X  | X  | X  | X  | X  | X  | X  |    | X  |    | X  | X  | X  | X  | X  | X  | X  | X  | X  | 54   |
| Engeland         | X  |    |    | X  | X  |    |    |    |    |    |    |    |    |    |    |    |    |    |    |    |    |    |    |    |    |    |    |    |    |    |    |    |    | 5    |
| Finland          | X  |    |    |    |    | X  | X  | X  | X  | X  | X  | X  |    | X  | X  | X  |    | X  |    |    |    | X  |    | X  | X  |    |    |    |    | X  |    |    |    | 19   |
| Frankrijk        | X  | X  |    |    |    |    |    |    | X  | X  |    |    | X  |    |    | X  | X  | X  | X  | X  | X  |    |    |    |    |    |    |    |    |    |    |    |    | 33   |
| Ierland          |    |    |    |    |    |    |    |    |    |    |    |    |    |    | X  |    |    |    |    |    |    |    |    |    |    |    |    |    |    |    |    |    |    | 1    |
| Italië           |    |    |    |    | X  |    |    |    |    |    |    |    |    | X  |    |    |    |    | X  |    |    |    |    | X  |    | X  | X  | X  | X  | X  | X  | X  | X  | 29   |
| Japan            |    |    |    |    |    |    |    |    | X  |    | X  |    |    |    | X  |    |    | X  | X  |    |    | X  | X  | X  | X  | X  | X  | X  | X  |    | X  | X  | X  | 16   |
| Nederland        |    |    | X  |    |    |    |    |    |    |    |    |    |    |    |    |    |    |    |    |    |    |    |    |    |    | X  | X  | X  | X  | X  |    | X  |    | 7    |
| Nieuw-Zeeland    |    |    |    |    |    |    |    | X  |    | X  |    |    | X  | X  |    |    |    |    |    |    | X  |    |    |    |    |    |    |    |    |    | X  | X  |    | 7    |
| Noorwegen        |    | X  | X  | X  | X  | X  | X  | X  | X  | X  | X  | X  | X  | X  | X  | X  | X  | X  | X  | X  | X  | X  | X  | X  | X  | X  | X  | X  | X  | X  | X  | X  | X  | 60   |
| Oostenrijk       |    |    |    |    |    |    |    |    |    |    |    |    |    | X  |    |    |    |    |    |    |    |    |    |    |    |    |    |    |    |    |    |    | X  | 4    |
| Rusland          |    |    |    |    |    |    |    |    |    |    |    |    |    |    |    |    |    |    |    |    |    | X  | X  | X  | X  | X  | X  | X  | X  |    |    |    |    | 8    |
| Schotland        | X  | X  | X  | X  | X  | X  | X  | X  | X  |    | X  | X  | X  | X  | X  | X  | X  | X  | X  | X  | X  | X  | X  | X  | X  | X  | X  | X  | X  | X  | X  | X  | X  | 65   |
| Tsjechië         |    |    |    |    |    |    |    |    |    |    |    |    |    |    |    |    | X  | X  |    | X  | X  | X  | X  | X  |    |    |    |    |    | X  | X  | X  | X  | 11   |
| Turkije          |    |    |    |    |    |    |    |    |    |    |    |    |    |    |    |    |    |    |    |    |    |    |    |    |    |    |    |    |    |    | X  |    |    | 1    |
| Verenigde Staten | X  | X  | X  | X  | X  | X  | X  | X  | X  | X  | X  | X  | X  | X  | X  | X  | X  | X  | X  | X  | X  | X  | X  | X  | X  | X  | X  | X  | X  | X  | X  | X  | X  | 64   |
| Wales            |    |    |    | X  |    |    |    |    |    |    |    |    |    |    |    |    |    |    |    |    |    |    |    |    |    |    |    |    |    |    |    |    |    | 1    |
| Zuid-Korea       |    |    |    |    |    |    |    |    |    |    |    | X  |    |    |    | X  |    |    |    | X  |    |    |    |    | X  |    | X  | X  | X  | X  | X  | X  | X  | 11   |
| Zweden           | X  | X  | X  | X  | X  | X  | X  | X  | X  | X  | X  | X  | X  | X  | X  | X  | X  |    | X  | X  | X  | X  | X  | X  | X  | X  | X  | X  | X  | X  | X  | X  | X  | 62   |
| Zwitserland      | X  | X  | X  | X  | X  | X  | X  | X  | X  | X  | X  | X  | X  | X  | X  | X  | X  | X  | X  | X  | X  | X  | X  | X  | X  | X  | X  | X  | X  | X  | X  | X  | X  | 61   |